# New Song
Pistes de Who Are You
Had Enough
New Song est une chanson des Who, parue en 1978 sur l'album Who Are You, dont elle constitue la première piste.
Son auteur, Pete Townshend, a déclaré qu'il s'agissait d'« diatribe contre les exigences des radios FM, qui voulaient (à l'époque) que chaque groupe à la mode produise des "clones" de leurs anciens succès. [...] Inutile de dire qu'elle n'a jamais été diffusée à la radio ».
Les chœurs sont tenus par Andy Fairweather-Low et Billy Nichols.
La démo originale de Townshend est parue en 2000 dans l'album Lifehouse Elements.